# Helga Norrby
Helga Maria Norrby, tidigare Johansson, född 16 januari 1872 i Naglums församling, Älvsborgs län, död 27 mars 1933 i Mjölby församling, Östergötlands län, var en svensk rösträttsaktivist. 
Hon var verksam i kampanjen för införandet av kvinnlig rösträtt i Sverige och ordförande för Föreningen för kvinnans politiska rösträtt i Mjölby 1916–1919.